# Hassan Hosni Abdelwaheb
Pour les articles homonymes, voir Abdelwahab.
Hassan Hosni Abdelwaheb (arabe : حسن حسني عبد الوهاب), de son nom complet Hassan Hosni Ben Salah Ben Abdelwaheb Ben Youssef Smadhi El Charni, né le 21 juin 1884 à Tunis et mort le 9 novembre 1968, est un historien tunisien.

## Biographie
Abdelwaheb est issu d'une famille de dignitaires tribaux alliés aux beys de Tunis, les Charni : son grand-père paternel Abou Mohammed Abdelwaheb Ben Youssef El Charni faisait partie de la direction de la gendarmerie tribale, bach hamba en 1815, puis du protocole sous les règnes de Mahmoud Bey puis Ahmed Ier Bey ; son père Salah Ben Abdelwaheb, formé à la Zitouna et à l'école religieuse française de la médina, était caïd-gouverneur à Mahdia et accompagnait le général Husseïn comme traducteur. Son grand-père maternel d'origine turque, Ali Ben Mustapha, marié à une Française, Anaïs Ducrocq, était l'un des proches collaborateurs du ministre Kheireddine Pacha. Hassan Hosni Abdelwaheb est le frère cadet d'Ali Abdelwaheb, connu pour sa liaison avec Isabelle Eberhardt, et le frère aîné du peintre Jilani Abdelwaheb (1890-1961).
Après avoir étudié la médersa de la rue Sidi Almouahad à Tunis, Abdelwaheb rejoint une école primaire à Mahdia puis l’école française de la rue de Suède, à Tunis, où il obtient le  certificat d'études primaires en 1899. Il poursuit ensuite ses études secondaires au lycée Sadiki, où il apprend l’arabe et la traduction, et achève ses études à l’École libre des sciences politiques à Paris. Après son retour, il travaille comme fonctionnaire à la direction de l’agriculture et du commerce, puis à la tête de la direction des forêts (1910) et de la direction des archives nationales ; ceci lui permet d’approfondir ses connaissances de l’histoire de la Tunisie à l’époque ottomane ainsi que d’archiver et de répertorier les documents qui y sont relatifs.
Entre 1905 et 1924, il enseigne l'histoire à la Khaldounia. En 1928, il est nommé gouverneur de Mahdia puis, en 1935, caïd du cap Bon. À la fin de la Seconde Guerre mondiale, il est nommé en 1943 comme ministre de la Plume chargé des affaires internes et des correspondances officielles de l'État sous le règne de Lamine Bey, un poste qu'il abandonne en juillet 1947.

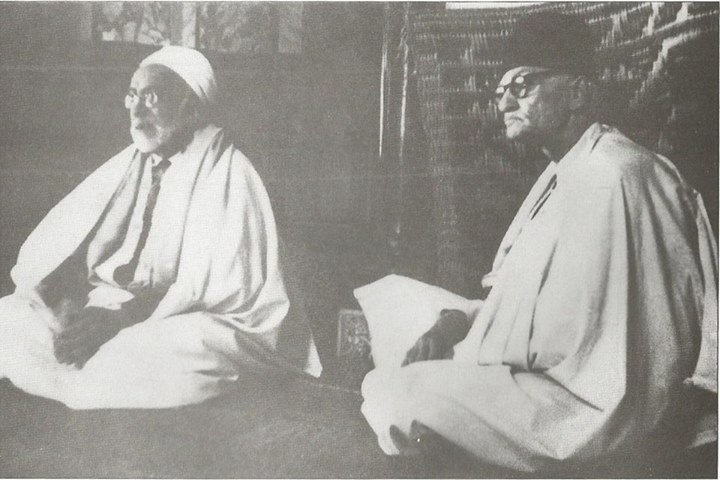
Hassan Hosni Abdelwaheb avec Mohamed Tahar Ben Achour (Tunis).

Membre correspondant de l'Académie arabe de Damas et de l'Académie de langue arabe du Caire et correspondant étranger de l'Académie des inscriptions et belles-lettres, il est également membre du comité directeur de la Khaldounia. Après l'indépendance de la Tunisie, il est nommé en 1957 à la tête du service des antiquités ; il fonde plusieurs musées dont celui d'Ali Bourguiba à Monastir, d'Assad ibn al-Furat à Sousse, d'Ibrahim ibn al-Aghlab à Kairouan et du musée islamique de Dar Hussein à Tunis. Pour cela, il est parfois surnommé le « baron de l'histoire tunisienne ».
Mort en 1968, il est inhumé au cimetière du Djellaz.

## Œuvres
Parmi ses œuvres figurent Bissat al aàkik (Tapis de perles) publié en 1912, Koulassat tarikh tounes (Résumé de l'histoire de Tunisie) publié en 1918, Chahirat tounoussiyat (Tunisiennes célèbres) publié en 1934, Kitab al omr (Livre de la vie) publié en 1947, Al Imame El Mezri publié en 1955, Warakat (Feuilles) publié en 1965-1966 et Moujmal tarikh al adab attounoussi (Recueil de l'histoire littéraire tunisienne) ; la Dernière soirée à Grenade, première nouvelle tunisienne rédigée en français.
Cet éminent lettré possédait une riche bibliothèque de manuscrits arabes, qu'il a légué à la Bibliothèque nationale de Tunisie, et une collection de monnaies exposée au musée de la monnaie de Tunis.

## Décorations
- Grand officier de l'ordre du Nichan Iftikhar (Tunisie)[2] ;
- Grand officier de l'Ordre national du Mérite (Tunisie)[2].